# Heteroscyphus balnetii
Heteroscyphus balnetii là một loài rêu tản trong họ Geocalycaceae. Loài này được (Herzog) Grolle miêu tả khoa học lần đầu tiên năm 1984.